# Tyler Kubara
Tyler Kubara (* 28. November 1994 in Wombarra) ist ein australischer Eishockeyspieler, der seit 2022 erneut beim CBR Brave in der Australian Ice Hockey League spielt. Seine Brüder Toby, Casey und Bayley sind ebenfalls Eishockeyspieler.

## Karriere
Tyler Kubara begann seine Karriere als Eishockeyspieler bei den Reach Rebels in der East Coast Super League, einer regionalen australischen Liga, die er mit dem Klub 2014 gewinnen konnte. Von 2012 bis 2014 spielte er zudem für die Sydney Ice Dogs in der Australian Ice Hockey League. Mit dem Team gewann er 2013 den Goodall Cup, die australische Meisterschaft, und die „H. Newman Reid Trophy“ als Sieger der Hauptrunde. Von 2015 bis 2019 spielte er für den Ligakonkurrenten CBR Brave aus Canberra, mit dem er 2018 seinen zweiten australischen Meistertitel und im selben Jahr und auch 2019 die H. Newman Reid Trophy gewinnen konnte.
Nachdem er bereits den australischen Sommer 2014/15 bei den San Diego Gulls aus der Western States Hockey League in den Vereinigten Staaten verbracht hatte, spielte er von 2015 bis 2020 während der australischen Sommerpause für die Mannschaft der Lindenwood University in der Division II der American Collegiate Hockey Association. Nach dem Ende seines Studiums war er 2021 für Sidney Heat in der East Coast Super League aktiv, bevor er 2022 zu CBR Brave zurückkehrte und mit dem Klub 2022 erneut die Meisterschaft gewann.

### International
Im Juniorenbereich spielte Kubara für Australien bei den U18-Weltmeisterschaften 2011 in der Division III und nach dem dort errungenen Aufstieg 2012 in der Division II sowie bei den U20-Weltmeisterschaften der Division II 2013 und 2014.
Für die Herren-Nationalmannschaft stand Kubara erstmals bei der Weltmeisterschaft der Division II 2019 und 2023 auf dem Eis.

## Erfolge und Auszeichnungen
- 2011 Aufstieg in die Division II, Gruppe B, bei der U18-Weltmeisterschaft der Division III, Gruppe A
- 2013 Goodall-Cup-Gewinn und H.-Newman-Reid-Trophy-Sieger mit den Sydney Ice Dogs
- 2014 Gewinn der East Coast Super League mit den Reach Rebels
- 2018 Goodall-Cup-Gewinn und H.-Newman-Reid-Trophy-Sieger mit CBR Brave
- 2019 H.-Newman-Reid-Trophy-Sieger mit CBR Brave
- 2022 Goodall-Cup-Sieger mit CBR Brave